# Do
Dominique Rijpma van Hulst (7 de setembro de 1981, mais conhecida pelo nome artístico Do) é uma cantora neerlandesa de dance pop. Já lançou sete álbuns solo e tornou-se conhecida ao cantar na versão dance de "Heaven" produzida por DJ Sammy e Yanou, lançada em 2001.

## Discografia

### Álbuns
| 2004 | Do - Lançado: 1 de julho de 2004 - Formatos: CD         | 3 |
| 2006 | Follow Me - Lançado: 19 de junho de 2006 - Formatos: CD | 8 |

### Singles
| 2000 | "Real Good" - Álbum: - | -   | -   | -  | -  | -  | -  | -  |
| 2002 | "Heaven" (com DJ Sammy & Yanou) - Álbum: Do                                                                                               | #5  | #1  | #1 | #8 | #1 | #5 | #5 |
| 2002 | "On and On" - Álbum: Do | #40 | #38 | -  | -  | -  | -  | -  |
| 2003 | "Heaven (Candlelight Mix)" - Álbum: Do | #4  | #2  | -  | -  | -  | -  | -  |
| 2004 | "Voorbij (com Marco Borsato)" - Álbum: Do                                                                                                 | #1  | #1  | -  | -  | -  | -  | -  |
| 2004 | "Love Is Killing Me" - Álbum: Do | #7  | #6  | -  | -  | -  | -  | -  |
| 2004 | "Angel By My Side" - Álbum: Do | #7  | #8  | -  | -  | -  | -  | -  |
| 2004 | "Everyday Is Christmas" - Figurou em um maxi single com Trijntje Oosterhuis                                                               | #3  | #1  | -  | -  | -  | -  | -  |
| 2005 | "Als Je Iets Kan Doen" - Com Artiesten voor Azië (Artistas pela Ásia), uma canção beneficente para as vítimas do Tsunami asiático de 2004 | #1  | #1  | -  | -  | -  | -  | -  |
| 2006 | "Follow Me" - Álbum: Follow Me | #39 | #18 | -  | -  | -  | -  | -  |
| 2006 | "Beautiful Thing" - Álbum: Follow Me | #17 | #6  | -  | -  | -  | -  | -  |
| 2006 | "Sending Me Roses" - Álbum: Follow Me | -   | -   | -  | -  | -  | -  | -  |
| 2006 | "I Will" - Álbum: Follow Me | -   | -   | -  | -  | -  | -  | -  |

## Premiações e indicações
| Prêmio                                 | Categoria                         | Observações                        | Resultado |
| -------------------------------------- | --------------------------------- | ---------------------------------- | --------- |
| 2007                                   |                                   |                                    |           |
| Dutch Musical Awards                   | Melhor Big Musical                | Elenco de Cinderella               | Indicada  |
| 2006                                   |                                   |                                    |           |
| TMF Awards                             | Melhor Artista Feminina Holandesa |                                    | Indicada  |
| 2005                                   |                                   |                                    |           |
| TMF Awards                             | Melhor Artista Feminina Holandesa |                                    | Indicada  |
| 2004                                   |                                   |                                    |           |
| Edison Awards                          | Melhor Artista Novo               |                                    | Indicada  |
| BMI Pop Award U.S.A                    | Melhor Pop                        |                                    | Vencedora |
| TMF Awards                             | Melhor Artista Feminina Holandesa |                                    | Vencedora |
| 2003                                   |                                   |                                    |           |
| World Music Awards Monte Carlo, Mônaco | Melhor Artista Feminina Holandesa |                                    | Vencedora |
| Dancestar Awards Miami, EUA            | Melhor single do ano              | DJ Sammy & Yanou Ft. Do - "Heaven" | Vencedora |
| TMF Awards                             | Melhor Ato Novo                   |                                    | Vencedora |